# Heinz Georg Baus
Heinz Georg Baus (* 25. Februar 1934 in Heidelberg; † 10. Mai 2016) war ein deutscher Unternehmer und Milliardär. Er gründete 1960 den Baumarktbetreiber Bauhaus und 1970 den Badezimmerausstatter Duscholux.

## Leben
Heinz Georg Baus wurde 1934 in Heidelberg geboren und wuchs im badischen Schriesheim auf, wo seine Eltern Georg und Katharina eine Schreinerei betrieben. Nach seiner Schulzeit machte Baus im elterlichen Betrieb eine Lehre als Schreiner und Glaser. Wanderjahre ins Ausland folgten. Auf einer Reise in die USA wurde er auf den Do-it-yourself-Trend aufmerksam.
Inspiriert von den ersten US-amerikanischen Baumärkten gründete er 1959 zusammen mit seinem Vater die Bauhaus Gesellschaft für Bau- und Hausbedarf. Der erste Bauhaus Selbstbedienungs-Fachmarkt eröffnete am 9. April 1960 im Mannheimer U3-Quadrat. Fünf Jahre später eröffnet er die zweite Filiale in Heidelberg. Bis 1970 wurden es zehn. Im Dezember 1969 gründet Baus über Treuhänder in Zürich die Bauhaus AG. Baus zog über das elsässische Eckbolzheim schon Ende der 1960er Jahre über Thun nach Zug in die Schweiz. 1972 eröffnete er den ersten Markt in Österreich. Das Unternehmen firmierte ab 1972 mit Baus als Präsident des Verwaltungsrats und das Tagesgeschäft wurde von Mannheim aus gesteuert, rein formal ohne Baus. Vom US-amerikanischen The Home Depot ließ er sich inspirieren und fügte seinen Filialen Ende der 1990er bis zur Entscheidung der Unterlassungsklage 2007 den Zusatz „The Home Store“ hinzu.
Um die Jahrtausendwende verlegte Baus seinen Wohnsitz von der Schweiz in die Steueroase Monaco.
Sein Unternehmen betreibt 260 Filialen, hat über 23,000 Mitarbeiter in 19 Ländern Europas und erwirtschaftete 2015 mehr als sechs Milliarden Euro Umsatz. Die Hälfte des Umsatzes generiert Baus mit seinen Märkten in Deutschland. Leiter des Verwaltungsrates und damit Nachfolger von Heinz Georg Baus ist der Anwalt Peter Lutz. Baus hinterließ laut Manager Magazin „nicht nur eine verschachtelte Unternehmensstruktur mit Verästelungen bis in die Karibik“, sondern auch seien die Familienverhältnisse „kompliziert“.
Ein weiteres von Baus gegründetes Unternehmen ist der Badausstatter Duscholux, wo er sich als Patentinhaber diverser Duschtürkomponenten hervortat.

## Vermögen und Steuern
Sein Privatvermögen wurde 2016 laut Forbes auf mindestens 3,8 Milliarden USD geschätzt, womit er zu den 500 reichsten Deutschen gehörte. Nach Angaben des Magazins Bilanz gehörte Baus 2005 zu den 300 reichsten Menschen, die in der Schweiz leben. Die Schweizer Handelszeitung wies darauf hin, dass Baus „seine Firmentöchter früh blickdicht und unangreifbar unter Schweizer Dächern verankerte“. Er habe in der Schweiz 2005 ein deklariertes Einkommen von 48.300 Franken und einem angeblichen Minivermögen von 1,1 Millionen Franken angegeben, woraus sich in Thun für Baus eine persönliche Steuer von weniger als 13.000 Franken errechnete. Im Großherzogtum Luxemburg unterhielt Baus vernebelnd Dépendancen wie ein Bauhaus Investment. Ausläufer reichen bis auf die Antillen-Insel Sint Maarten. Als Holding der Bauhaus AG dient die 1970 gegründete Interbauhaus AG. In der Wahlheimat der holländischen Firma Demp B. V. in Vianen liegen sämtliche Markenrechte an Bauhaus, den Eigenmarken und zahlreichen Tochtergesellschaften.
Statt das Unternehmen seinen Kindern zu vererben, sicherte er sein Lebenswerk mit der Ende 2015 in Linz in Österreich gegründeten Heinz-Baus-Privatstiftung ab. Die Stiftung wird vom Konzernchef Stefan Wolsiffer, Finanzer Dieter Bien und dem österreichischen Landeschef Andreas Burger geleitet. Nach eigener Aussage hatte Baus ein paar Prozente des Unternehmens behalten, „um die Familie zu versorgen“.
Wurde Baus selbst bereits zu Lebzeiten als „(Steuer-)Flüchtling“ bezeichnet, geriet nach seinem Tod auch das Unternehmen mit dem undurchsichtigen Firmengeflecht in das Visier der Steuerfahndung.

## Privates
Baus war zweimal verheiratet und hatte mit seiner ersten Frau drei Kinder. Nach seiner Emigration wohnte er wechselweise am Thuner See in der Schweiz und in Monaco. Sein Sohn ist im Verwaltungsrat von Bauhaus. Er hatte eine Pilotenlizenz mit Jet-Rating.